# 25541 Greathouse
25541 Greathouse (tên chỉ định: 1999 XB160) là một tiểu hành tinh vành đai chính. Nó được phát hiện bởi dự án Nghiên cứu tiểu hành tinh gần Trái Đất Lincoln ở Socorro, New Mexico, ngày 8 tháng 12 năm 1999. Nó được đặt theo tên Kenneth Greathouse, an American educator ở Chesterfield, Missouri.